# Brookfield, New Hampshire
Brookfield är en kommun (town) i Carroll County i delstaten New Hampshire, USA. Den har enligt United States Census Bureau en area på totalt 604 km² varav 1,0 km² är vatten.